# Katarzyna Sobieska
Pour les articles homonymes, voir Sobieski.
Titre
Princesse de Pologne
21 mai 1674 – 17 juin 1696
(22 ans et 27 jours)
Katarzyna Sobieska (1643-1694) était la sœur du roi de Pologne Jan III Sobieski.

## Mariages et descendance
En 1650, elle épouse Władysław Dominik Zasławski qui lui donne deux enfants: 
- Aleksander Janusz Zasławski(1650-1682 ?), 4e ordynat d'Ostrog, dernier représentant male de la famille Ostrogski
- Teofila Ludwika Zasławska (en) (vers 1650-1615), épouse de Dymitr Jerzy Wiśniowiecki et de Józef Karol Lubomirski

Le 13 juin 1658, elle épouse en secondes noces Michel Casimir Radziwiłł qui lui donne également deux enfants :
- Jerzy Józef Radziwiłł (1668-1689), 7e ordynat de Niasvij, grand échanson de Lituanie (1686), voïvode de Trakai (1688), grand chancelier de la couronne.
- Karol Stanisław Radziwiłł (1669-1719), 8e ordynat de Niasvij, panetier de Lituanie (1685), écuyer de Lituanie (1686), vice-chancelier de Lituanie (1690), grand chancelier de Lituanie (1698).